# Steinkarspitze
Steinkarspitze är en bergstopp i Österrike.   Den ligger i distriktet Reutte och förbundslandet Tyrolen, i den västra delen av landet, 400 km väster om huvudstaden Wien. Toppen på Steinkarspitze är 2 067 meter över havet.
Den högsta punkten i närheten är Kastenkopf, 2 129 meter över havet, väster om Steinkarspitze.
Runt Steinkarspitze är det ganska glesbefolkat, med 26 invånare per kvadratkilometer.. Närmaste större samhälle är Reutte, 16,7 km öster om Steinkarspitze.